# Mysida
Mysida là một nhóm động vật giáp xác nhỏ, giống tôm, một bộ trong siêu bộ Peracarida. Mysida chủ yếu được tìm thấy trong nước biển trên toàn thế giới, nhưng cũng rất quan trọng trong một số hệ sinh thái nước ngọt-mặn tại Bắc bán cầu. Một số loài trong nhóm này được nuôi với mục đích thử nghiệm và là nguồn thức ăn cho sinh vật biển nuôi khác.

## Phân loại
- Họ Mysidae Haworth, 1825[2]
  - Phân họ Boreomysinae Holt & Tattersall, 1905
    - 2 chi

  - Phân họ Erythropinae Hansen, 1910
    - 54 chi

  - Phân họ Gastrosaccinae Norman, 1892
    - 10 chi

  - Phân họ Heteromysinae Norman, 1892
    - 14 chi

  - Phân họ Leptomysinae Hansen, 1910
    - 30 chi

  - Phân họ Mysidellinae Czerniavsky, 1882
    - 2 chi

  - Phân họ Mysinae Haworth, 1825
    - 55 chi

  - Phân họ Palaumysinae Wittmann, 2013
    - 1 chi

  - Phân họ Rhopalophthalminae Hansen, 1910
    - 1 chi

  - Phân họ Siriellinae Norman, 1892
    - 3 chi
- Họ Petalophthalmidae Czerniavsky, 1882[3]
  - ChiBacescomysis Murano & Krygier, 1985
  - Chi Ceratomysis Faxon, 1893
  - Chi Hansenomysis Stebbing, 1893
  - Chi Parapetalophthalmus Murano & Bravo, 1998
  - Chi Petalophthalmus Willemoes-Suhm, 1875
  - Chi Pseudopetalophthalmus Bravo & Murano, 1997

## Hình ảnh

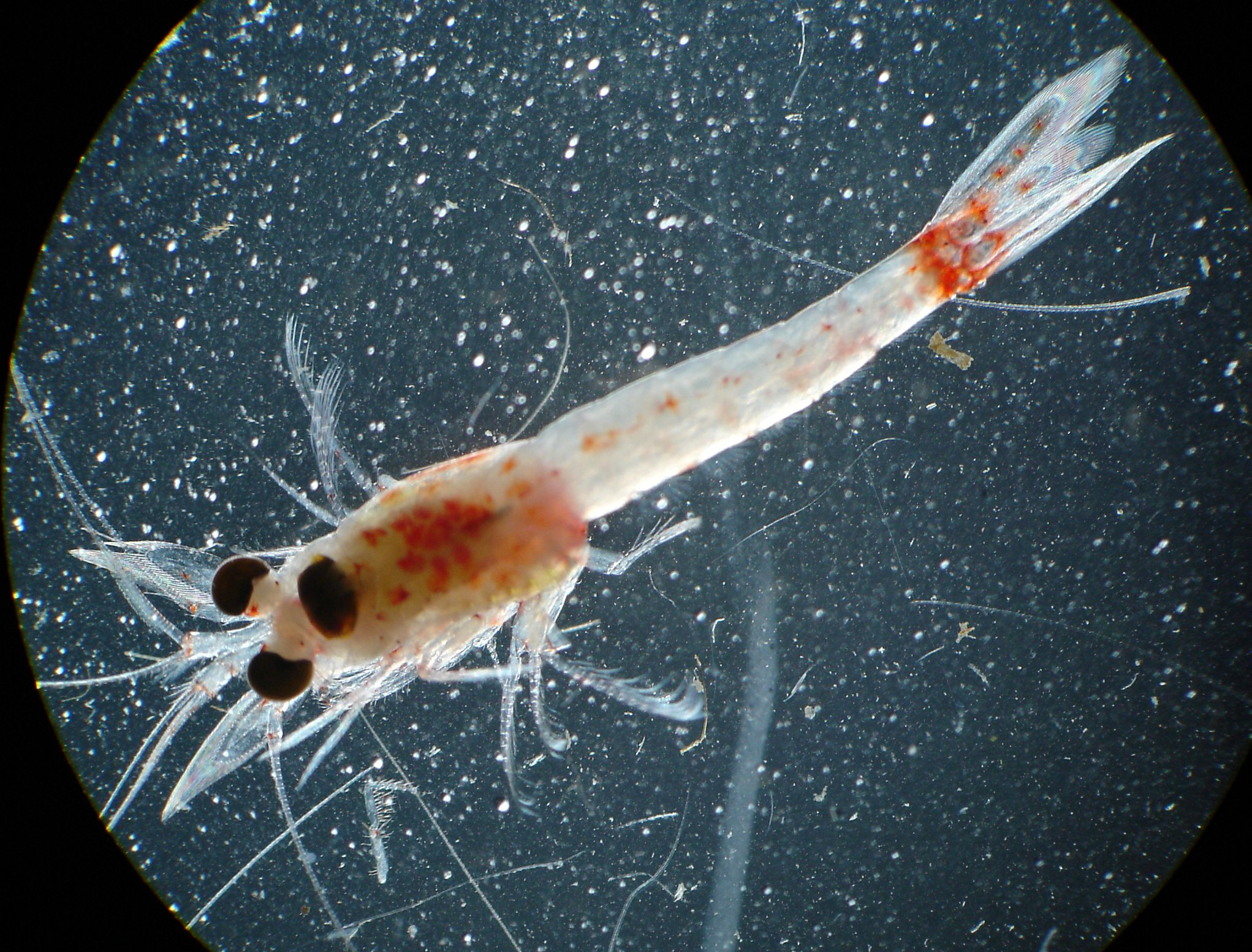
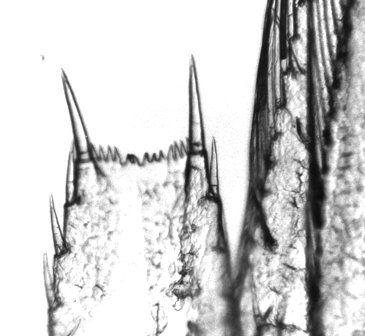
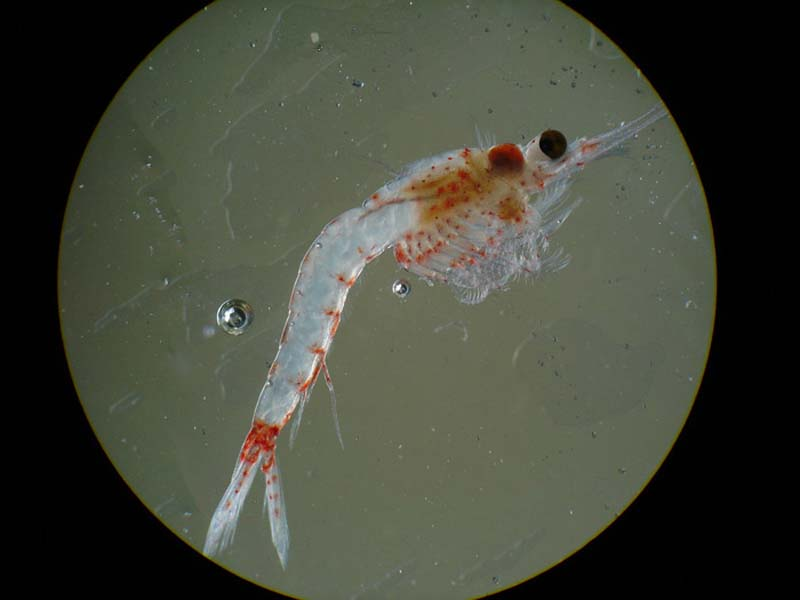